# فوكي جيرفي
فوكي جيرفي هي بحيرة متوسطة الحجم في منطقة مستجمعات المياه الرئيسية أولويوكي. وهي تقع في منطقة كاينو شرق فنلندا. وينظم مستوى سطح البحيرة بشدة بسبب إنتاج الطاقة. الارتفاع يمكن أن يختلف بين 183.72 و189.72 متر.